# Gustavo Puerta
Gustavo Adolfo Puerta Molano (* 23. Juli 2003 in La Victoria, Valle del Cauca) ist ein kolumbianischer Fußballspieler, der seit 2024 bei Hull City unter Vertrag steht.

## Karriere

### Verein
Puerta wurde in La Victoria geboren und begann mit dem Fußballspielen an der Schule Club Deportivo Talentos GV in Tuluá. Im Alter zwischen zehn und 16 Jahren spielte er auch für die Amateurmannschaft Supercampeones.
Nach einer erfolglosen Probezeit 2019 beim kolumbianischen Erstligisten Independiente Santa Fe, wechselte er zum Zweitligisten Bogotá FC. In 31 Ligaspielen konnte er hierbei drei Tore erzielen.
Ende Januar 2023 wurde Puerta vom Bundesligisten Bayer 04 Leverkusen bis zum 30. Juni 2028 unter Vertrag genommen. Er wurde jedoch umgehend bis zum 30. Juni 2024 in die 2. Bundesliga an den 1. FC Nürnberg ausgeliehen. Er stieß Mitte Februar nach dem Ende der U20-Südamerikameisterschaft zu seiner neuen Mannschaft, kam aber bei den Nürnbergern, die bis zum letzten Spieltag gegen den Abstieg kämpften, nicht zum Einsatz. Bayer 04 machte im Juni 2023 von einem mit den Nürnbergern vertraglich vereinbarten, vorzeitigen Rückholrecht Gebrauch, wodurch die Leihe bereits ein Jahr im Voraus endete.
Im August 2024 wechselte Puerta auf Basis einer Leihe bis zum Saisonende nach England zum Zweitligisten Hull City. Die Engländer verfügten über eine Kaufoption, die sie im April 2025 nutzten. Puerta kam in der Saison auf insgesamt 31 Pflichtspieleinsätze. Die Mannschaft, die lange Zeit nur im letzten Tabellenviertel stand, schloss die Saison als 21. ab und rettete sich erst am letzten Spieltag von einem Abstiegsplatz.

### Nationalmannschaft
Puerta vertrat die kolumbianische Nationalmannschaft bereits in der U19, U20 und U21. Bei der U20-Südamerikameisterschaft 2023 vertrat er sein Team als Kapitän und erzielte in acht Spielen zwei Tore.

## Titel
- Deutscher Meister: 2024 (Bayer 04 Leverkusen)
- Deutscher Pokalsieger: 2024 (Bayer 04 Leverkusen)